# Município de Zane (condado de Logan, Ohio)
O município de Zane (em inglês: Zane Township) é um município localizado no condado de Logan no estado estadounidense de Ohio. No ano de 2010 tinha uma população de 1.140 habitantes e uma densidade populacional de 19,99 pessoas por km².

## Geografia
O município de Zane encontra-se localizado nas coordenadas 40° 16′ 33″ N, 83° 35′ 25″ O. Segundo o Departamento do Censo dos Estados Unidos, o município tem uma superfície total de 57.03 km², da qual 57,03 km² correspondem a terra firme e (0 %) 0 km² é água.

## Demografia
Segundo o censo de 2010, tinha 1.140 habitantes residindo no município de Zane. A densidade populacional era de 19,99 hab./km². Dos 1.140 habitantes, o município de Zane estava composto pelo 97,19 % brancos, o 0,61 % eram afroamericanos, o 0,18 % eram asiáticos, o 0,88 % eram de outras raças e o 1,14 % eram de uma mistura de raças. Do total da população o 1,4 % eram hispanos ou latinos de qualquer raça.